# Illuviation

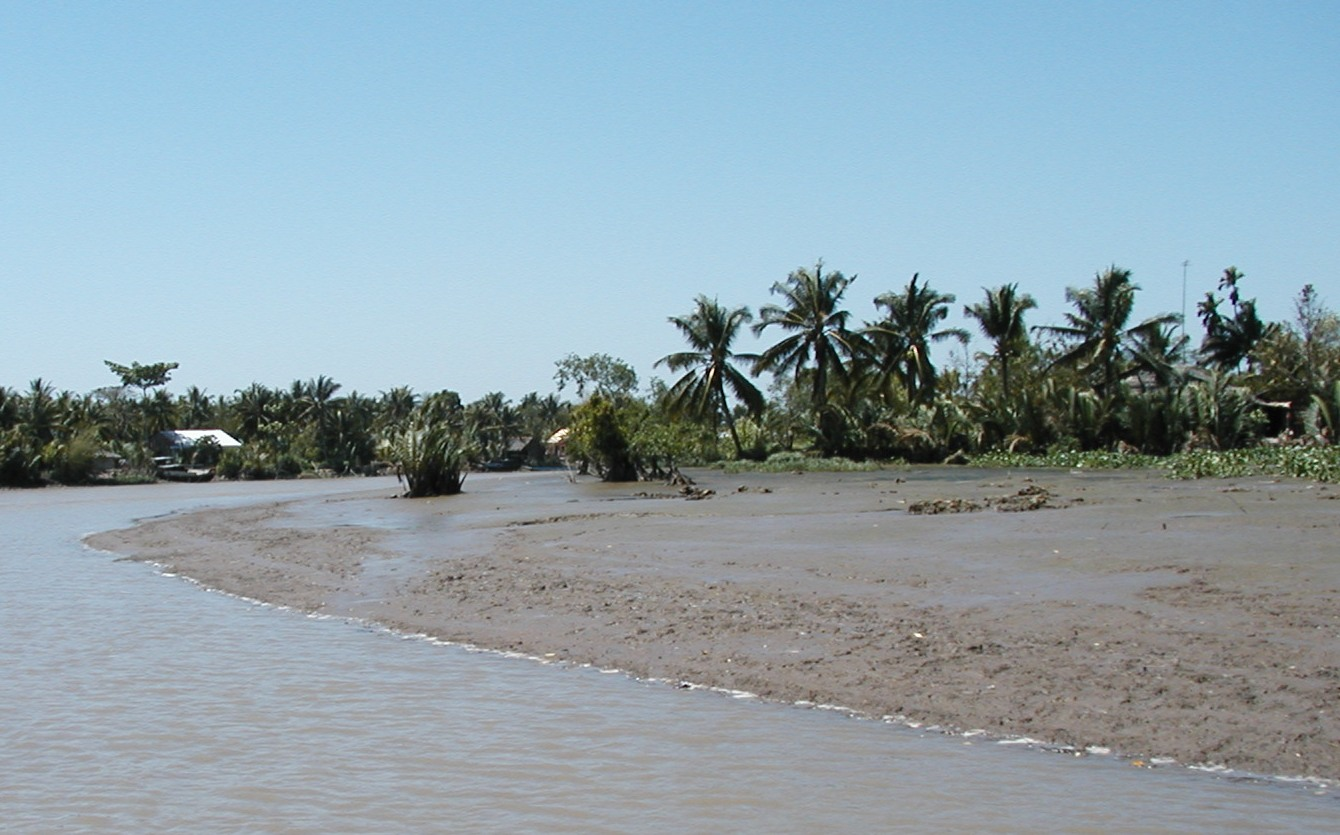
Alluvions sur la rive du Mékong, Vietnam

L’illuviation est l'accumulation progressive de diverses substances (éléments organiques ou minéraux) dans l'horizon d'un sol sous l'action de l'écoulement hydrique vertical ou horizontal. Cet apport de matières provient d'autres horizons situés au-dessus (illuviation verticale) ou plus haut sur le versant (illuviation latérale ou oblique).
L’éluviation  est l'appauvrissement d'un horizon supérieur, qui résulte de l'entraînement (le plus souvent vers un horizon inférieur dit horizon illuvial) de ces substances. Ces deux transports de matière forment des processus d'élu-illuviation.
Ce déplacement de matière dans la masse d'un sol (le long du profil ou selon la pente) concerne aussi bien des particules organiques et minérales non solubles ou solubles (les pédologues parlent de lessivage pour désigner ce déplacement). Lorsque le transport ne concerne que les éléments dissous, il s'agit de lixiviation. Lorsque cela concerne des particules en suspension, les pédologues emploient de préférence le terme d'illuviation.
Habituellement, l'argile, l'humus se lessivent et forment des lignes de cohérence et de couleur différentes, constituant des figures d'illuviation. Ces lignes sont importantes pour l'étude de la composition et l'âge des strates rocheuses. L'entraînement des argiles est plus spécifiquement appelé argilluviation.